# Acanista alphoides
Acanista alphoides är en skalbaggsart som beskrevs av Francis Polkinghorne Pascoe 1864. Acanista alphoides ingår i släktet Acanista och familjen långhorningar. Inga underarter finns listade i Catalogue of Life.